# Boursay
Boursay – miejscowość i gmina we Francji, w Regionie Centralnym, w departamencie Loir-et-Cher.
Według danych na rok 1990 gminę zamieszkiwało 190 osób, a gęstość zaludnienia wynosiła 9 osób/km² (wśród 1842 gmin Regionu Centralnego Boursay plasuje się na 949. miejscu pod względem liczby ludności, natomiast pod względem powierzchni na miejscu 619.).